# Altfriesack

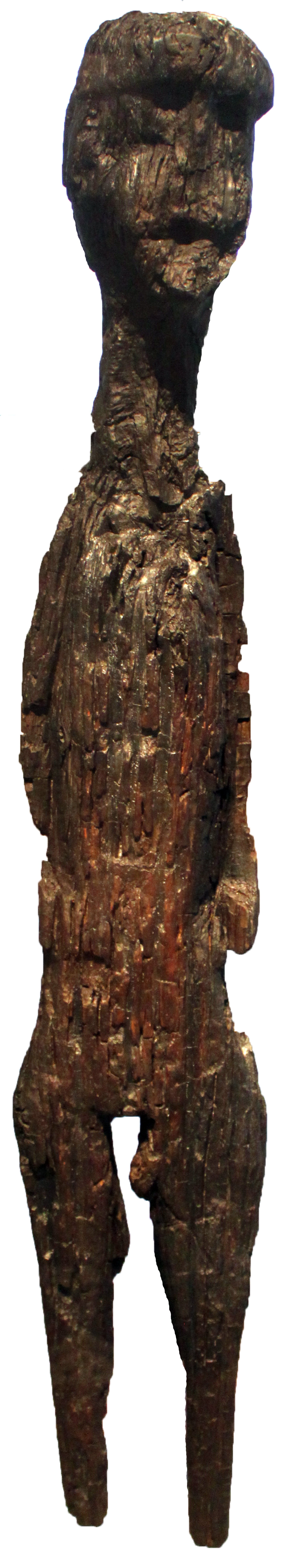
Posąg z Altfriesack (Neues Museum, Berlin)

Altfriesack – dawny gród słowiański położony w gminie Fehrbellin w Brandenburgii w Niemczech, na północ od Berlina.
Grodzisko położone było na terenach zamieszkanych przez wieleckie plemię Ziemczyców. Stanowiło ośrodek wspólnoty terytorialnej typu opolnego. Nie jest znane z żadnych źródeł pisanych. W trakcie prac ziemnych przeprowadzonych w latach 1845-1850 jego pozostałości zostały częściowo zniszczone. W 1968 roku na stanowisku przeprowadzone zostały archeologiczne badania sondażowe i palinologiczne.
Koliste grodzisko o średnicy ok. 70 m powstało na przełomie VII i VIII wieku, istniało do wieku XI. W X wieku u jego podnóża powstało rozległe podgrodzie, na terenie którego znaleziono liczne fragmenty naczyń glinianych, kamienie żarnowe, ciężarki do sieci oraz żelazną klamrę. W VIII i IX wieku w sąsiedztwie grodziska powstało kilka osad otwartych. Większość z nich opuszczono w X wieku, część istniała jeszcze do końca wieku XII.
W 1857 roku w odległości ok. 40 m na południowy wschód od grodziska odkopano spoczywającą na głębokości 1,2 m rzeźbę kultową, prawdopodobnie słowiańską. Wykonana z drewna dębowego figura ma 1,62 m wysokości. Datowanie radiowęglowe pozwoliło ustalić czas jej powstania na VI/VII wiek, choć taka datacja bywa kwestionowana. Rzeźba przedstawia postać męską z głową osadzoną na długiej szyi, z rękami opuszczonymi wzdłuż tułowia i krótkimi nogami. Na kultowy charakter figury wskazuje otwór przeznaczony na fallusa. Rzeźba przechowywana jest w Neues Museum (Museum für Vor- und Frühgeschichte), części Staatliche Museen zu Berlin.